# Шековичі (громада)
Шековичі (серб. Општина Шековићи) — боснійська громада, розташована в регіоні Бієліна Республіки Сербської. Адміністративним центром є місто Шековичі.